# David Riesman
David Riesman (22. září 1909, Philadelphia – 10. května 2002, Binghamton) byl americký právník a sociolog. Celosvětovou proslulost získal díky své knize Osamělý dav (The Lonely Crowd) z roku 1950.

## Osamělý dav
V knize Osamělý dav se Riesman pokusil analyzovat moderní společnost. Kriticky nahlíží především společnost konzumní. Riesman v knize rozlišuje tři typy osobnosti, které jsou charakteristické pro různé epochy dějin:
- Tradičně řízený člověk – podléhá především svému bezprostřednímu okolí, které mu zprostředkovává hlavní ideologii společnosti
- Niterně řízený člověk – byl obvyklým typem osobnosti v raných fázích modernity, svou hodnotovou orientaci zvnitřní v dětství, a tou se pak řídí po celý život, do značné míry nezávisle na vnějších vlivech
- Vnějškově řízený člověk – je typickým v konzumní fázi moderní společnosti, je podobně jako tradičně řízený člověk silně ovlivnitelný svým okolím, nikoli však tím bezprostředním, naopak je atomizován a osamělý, a ovlivňují ho hlavně masová média, reklama a autority moderních mocenských systémů.

Koncept má blízko k teoriím Ferdinanda Tönniese (Gemeinschaft a Gesellschaft) či Émila Durkheima (mechanická solidarita versus organická solidarita), Riesman však přidává kritiku nejaktuálnější fáze moderní společnosti, čímž předjímá kritiku Marcuseho či Baudrillardovu.